# آنا کریستی
آنا کریستی (انگلیسی: Anna Christie) نمایشنامه ۴ پرده‌ای از یوجین اونیل است. این اثر برای اولین بار در ۲ نوامبر ۱۹۲۱ در تالار واندربیلت برادوی روی صحنه رفت. اونیل در سال ۱۹۲۲ جایزه پولیتزر برای نمایش‌نامه را برای این کار دریافت کرد.